# Galeria do Felisberto Joaquim
A Galeria do Felisberto Joaquim é uma gruta portuguesa localizada na Vila de São Sebastião, concelho de Angra do Heroísmo, ilha Terceira, arquipélago dos Açores.
Esta cavidade apresenta uma geomorfologia de origem vulcânica em forma de tubo de lava localizada em planalto e apresenta um comprimento de 30.3 m. por uma máxima de 16 m. e uma altura também máxima de 7 m.